# Casa natale di Carlo Maria Giulini
La casa natale di Carlo Maria Giulini, nota anche come Palazzina Feltrinelli, è una palazzina di Barletta, nota per essere la dimora in cui nacque Carlo Maria Giulini, direttore d'orchestra italiano di fama mondiale.
La palazzina sorge in una delle piazze più grandi Barletta, dedicata alla Disfida di Barletta.

## Storia
La palazzina fu costruita nei primi anni del Novecento per ospitare il guardiano della fabbrica Feltrinelli, azienda lombarda con varie sedi sparse in tutta Italia. Dal 1910 al 1930 venne abita dalla famiglia Giulini. 
Dal 2010 ospita il "Cagi", un centro ricreativo per minori.

## Descrizione
La palazzina, a due piani, con 4 finestre per lato, si presenta inserita in un piccolo giardino, posto tra via porto e piazza 13 febbraio 1503.
Di fronte si erge il monumento a Fieramosca, spostato dal castello negli anni novanta.